# یانگ ونجون
یانگ ونجون (انگلیسی: Yang Wenjun؛ زادهٔ ۲۵ دسامبر ۱۹۸۳) قایقران کانو اهل چین است.
وی در مسابقات کشوری و بین‌المللی در مجموع برندهٔ ۲ مدال طلا، ۲ مدال برنز شده‌است.